# Los Nocheros de Anta
Los Nocheros de Anta es un conjunto folklórico argentino creado en 1958. Está considerado como uno de los más importantes grupos de la historia de la música folklórica de Argentina. Publicaron 11 álbumes oficiales originales, el último de ellos en 1984. 
Entre los éxitos de su cancionero se encuentran canciones "Zamba para no morir" (Alfredo Rosales, Hamlet Lima Quintana y Ambros), "Ki Chororo", "El silbador", "Pampa de los guanacos" (Agustín Carabajal), "Padre del carnaval" (César Isella-Horacio Guarany), "El seclanteño" (Ariel Petrocelli), "Subo, subo" (Rolando Valladares).
El estilo del grupo se caracterizó por los arreglos vocales complejos, iniciador junto a Los Andariegos y Los Huanca Hua, de una oleada de grupos que cultivaron esa modalidad.

## Formación
El grupo se formó en 1960 por Roberto Oscar Alfaro Moreno, más conocido por "Quique" Alfaro Moreno; Timoteo "Tito" Ortiz y Jorge Berenlinsky, más conocido por Jorge Berén. Originalmente eran "Los Nocheros" y el agregado de "de Anta" se hizo en homenaje a la persona, oriunda de esa localidad salteña, que les prestaba la casa para los ensayos del grupo. Quique al no poder actuar en medios radiales ni televisivos, por no tener permiso autorizado y estar incorporado en El Colegio Militar de la Nación, incorporó al conjunto a Raúl Posse Benítez oriundo de Posadas, más conocido por Fermín Fierro. Ganador del festival de Misiones y autor de "Mi serenata" entre otras obras. Como así también a Héctor Borda (pianista e intérprete de saxo). Todos excluyendo a Tito Ortiz (bombisto), exalumnos del Colegio Nacional de Liniers Tomas Espora (Ex Colegio Nacional de Liniers N.º 13), y con la ayuda musical de Don Vicente De Marco, iniciaron sus primeras actuaciones en las principales salas de cine y teatro de Buenos Aires, como número vivo en las secciones de intervalo de esa época. Los más conocidos eran el "Cine Gran Liniers", "Belgrano" de Ramos Mejía, "Ópera" y el "Gran Rex" de la capital; además de innumerables peñas folclóricas como "La Arunguita de Bomberos de Ramos Mejía", "Sociedad de Fomento Unidad de Matanza", "Peña del Club Huracán" de San Justo; y en diversos clubes como "Club Estudiantil Porteño" y "Law Tennis Club" (Ramos Mejía) entre otras.
El primer contrato radial fue con "Radio del Pueblo" cuyo director era el Sr. Nigenson, este tuvo mucha repercusión. Posteriores radios fueron "Radio Argentina", "Radio Provincia", "Radio Libertad", "Radio el Mundo", etc.; y también en "El Patio de Jaime Dávalos" (canal 7).
A partir de la formación inicial Quique sucedió a nuevos integrantes Héctor Borda (bajo),  Néstor Bandinelli y Raúl Posse Benítez; y los que ya estaban Tito Ortiz (bombisto y 2.ª voz) y Jorge Berén (guitarra y voz).

## Trayectoria
Con esta integración actuaron los primeros meses y grabaron algunos simples en 33 rpm. Ese mismo año Fermín Lemos Mercado (requinto y voz) reemplazó de R. Posse Benítez y grabaron su primer álbum.
En 1962 se inscribieron en "Hoy nace una estrella", un programa-concurso organizado y televisado por Canal 13 de Buenos Aires, obteniendo un resonante éxito que los hizo famosos e impulsó su carrera profesional.
En la década de 1970, Carlos Alberto Sánchez Bordón (guitarra y 1.ª voz), Armando "Rabito" Vélez (2.ª guitarra y 3.ª voz) y Miguel Ángel Reyes (armonizador, 1.ª guitarra y 4.ª voz), reemplazaron a J. Berén, N. Bandinelli y F. Lemos Mercado. Sánchez Bordón, luego, integraría Los Tucu Tucu.
Para 1974 Carlitos Brizuela y Carlos Bazzani reemplazaron a Sánchez Bordón y a Vélez. Con esa formación el grupo, liderado por Tito Ortiz, se trasladó a Barcelona.
En 1976, Ortiz refundó Los Nocheros de Anta en España, convocando para ello a Edgardo Oscar Porcelli, junto al español Santi Loren y Julián Vildosola. Luego de varias actuaciones exitosas volvió  desintegrarse.
Luego de la Guerra de Las Malvinas, en 1983 Jorge Berén reorganizó el grupo con Pablo Tajes, Alberto Pérez Pifiger, Elbio Escobedo, Jorge Semino. Con esta composición el grupo grabó sus últimos dos álbumes en 1983 y 1984. Ese mismo año, en España, Tito Ortiz fundó el grupo Nocheros, con un cancionero folklórico latinoamericano; Ortiz fallecería en 2003, pero el conjunto permanecerá activo. El 27 de junio de 2008 falleció Jorge Berén.

## Discografía
1. Los Nocheros de Anta (1961), Opus
2. Los Nocheros de Anta (1962), London
3. Orillando esperanzas (1963), London
4. Los Nocheros de Anta (1964), London
5. El nuevo día de...los Nocheros de Anta (1969), London
6. Los Nocheros de Anta (1970), Pathe
7. Décimo aniversario (1971), Trova
8. Este canto de amor (1973), RCA-Camden
9. Canción con todos (1974), RCA Victor
10. A viva voz (1983), RCA Victor
11. La nueva música de Cuba (1984), RCA Víctor

### Para ver y oír
- "El silbador", por Los Nocheros de Anta, YouTube.

- Datos: Q5980068